# Pareora (fleuve)
Le fleuve Pareora  (en anglais : Pareora River) est un cours d’eau de la région de Canterbury de l’Île du Sud de la Nouvelle-Zélande.

## Géographie
Elle tire son origine de plusieurs petits torrents s’écoulant des flancs de la chaîne des “Hunters Hills”, et s’écoule vers le nord avant de tourner au sud-est pour atteindre l’ Océan Pacifique a l’extrémité sud du centre de la ville de Pareora, à 8 km au  sud de la ville de Timaru. La rivière se termine dans une embouchure de type ‘hapua’, cela signifie que le flux dans l’océan est entravée par un banc de graviers.